# The Boy and the Beast
The Boy and the Beast (バケモノの子?, Bakemono no ko, lett. "Il ragazzo e la bestia") è un film d'animazione del 2015 diretto da Mamoru Hosoda.

## Trama
Nel mondo delle bestie si terrà presto un torneo per decidere chi sarà il nuovo Gran Maestro, la bestia che comanderà il regno, sostituendo quello vecchio (che si reincarnerà in un Kami). I due favoriti per questo torneo sono Iozen, un cinghiale dal grande onore e circondato da molti discepoli; e Kumatetsu, un orso ("Kuma" vuol dire orso) fisicamente più forte, ma irritabile, pigro e testardo, senza figli e senza alcun discepolo che lo voglia seguire.
Nel frattempo, nel mondo degli umani a Tokyo, Ren, un bambino di 9 anni ("Kyu" in giapponese), scappato di casa dopo la morte della madre, incontra per caso Kumatetsu per le strade di Shibuya; questi gli propone quasi per scherzo di diventare suo discepolo, ma, visto che il bambino non risponde, procede per la propria strada. Incuriosito, Ren lo segue e, attraverso un passaggio segreto in un vicolo, finisce nel mondo delle bestie dove incontra nuovamente l'orso, che insiste a volerlo come allievo. Poiché Ren rifiuta di rivelare il proprio nome, Kumatetsu e i suoi amici Tatara (una scimmia) e Hyakushubo (un maiale monaco) lo soprannominano Kyuta per la sua età. Il bambino è, però infastidito dalle maniere e dal carattere di Kumatetsu, e già il giorno dopo scappa, imbattendosi in Iozen e nei figli di quest'ultimo: il talentuoso primogenito Ichirohiko, che dispone di poteri telecinetici, e il più giovane, Jiromaru.
Iozen e Kumatetsu, dopo un diverbio, cominciano a lottare furiosamente ma vengono fermati dal Gran Maestro, un anziano coniglio, che consente all'orso di prendere come discepolo il piccolo umano, nonostante il timore di molti degli abitanti del luogo: sembra infatti che nel cuore degli uomini possano albergare le tenebre che, se dovessero risvegliarsi, porterebbero morte e distruzione. Kyuta, assistendo all'incontro, si rende conto che Kumatetsu è solo come lui (egli è l'unico a parteggiare per l'orso durante lo scontro) e che è incredibilmente forte; decide quindi di restare per diventare egli stesso più forte.
Gli inizi, vista l’inesperienza di Kumatetsu ad insegnare, non sono facili. Kyuta cerca di diventare un buon allievo seguendo i consigli di Hyakushubo, ma i suoi sforzi si rivelano inutili. Su consiglio del Gran Maestro, i due compiono un viaggio per tutto il mondo delle bestie accompagnati da Tatara e Hyakushubo, per incontrare altri saggi maestri che possano aiutarli a comprendere meglio cosa sia la vera forza, ma sembra tutto inutile. Dopo un po’ Kyuta trova un modo per imparare, imitando ogni giorno i movimenti di Kumatetsu, fino a capire esattamente come si muova e ad arrivare a prevedere le sue mosse. Decide quindi di sfidare Kumatetsu e lo batte. L'orso comprende che forse il discepolo potrebbe aiutarlo a migliorare in vista della sua sfida e i due trovano così un compromesso: il maestro insegnerà al bambino a combattere, invece Kyuta insegnerà al suo maestro a prevedere le mosse dell’avversario.
L'allenamento dura diversi anni, durante i quali Kyuta migliora al punto da poter battere e stringere amicizia con i figli di Iozen e gli altri ragazzi del posto, mentre Kumatetsu si ritrova con una lunga fila di aspiranti discepoli.
8 anni dopo Kyuta, ormai diciassettenne, dopo il solito litigio con il suo maestro, ritrova per caso il passaggio per il mondo umano. Ritornato a Shibuya incontra Kaede, una liceale dolce e colta, alla quale si presenta con il suo vero nome, Ren. Il ragazzo la difende da alcuni bulli che la stavano infastidendo, e lei in cambio decide di aiutarlo a migliorare nella lettura, e il rendimento scolastico in generale, in quanto Ren non ha più frequentato la scuola da quando era bambino.
Da quel momento, di nascosto da Kumatetsu, Ren/Kyuta torna saltuariamente tra gli umani dove studia insieme a Kaede, appassionandosi alla storia di Moby Dick; inoltre, cercando di iscriversi ad un esame che gli permetterebbe di accedere all'università, viene a conoscenza dell'indirizzo del padre, che, dopo lunghe riflessioni, deciderà di incontrare. Questi rivela di non aver saputo nulla della morte della madre di Ren fino a molto tempo dopo l'avvenimento, ma che non ha mai smesso di cercare il figlio, che vorrebbe conoscere meglio. Nel frattempo i rapporti con Kumatetsu diventano sempre più tesi, perché questi sente il ragazzo allontanarsi sempre di più, mentre il ragazzo è profondamente incerto sul proprio futuro: da un lato vorrebbe frequentare l'università e vivere con il padre "come un ragazzo normale", ma dall'altro non vuole abbandonare il suo maestro; questo conflitto lo porterà ad accorgersi delle tenebre che albergano nel suo cuore (visibili come un vero e proprio "buco" nel suo petto), spaventandolo e rischiando di farlo impazzire. Tuttavia Kaede riesce a confortarlo, dicendo che anche lei porta delle tenebre nel cuore, come tutti, e gli regala il suo braccialetto per aiutarlo se dovesse sentirsene nuovamente sopraffatto.
Tornato nel mondo delle bestie, Ren/Kyuta scopre che il giorno successivo si terrà la sfida per decretare chi, tra Kumatetsu e Iozen, diventerà Gran Maestro; andando a far visita al suo amico Jiromaru, capisce inoltre che il fratello di quest’ultimo, Ichirohiko, è un essere umano, e che come lui sta rischiando di cadere vittima delle tenebre che porta nel cuore.
Il giorno della sfida arriva e Kumatetsu sembra non farcela e sta per cedere, scoraggiato, sotto i colpi del rivale Iozen, ma Ren/Kyuta si fa largo tra la folla e incoraggia il maestro come aveva fatto tanti anni prima. Questi, rinfrancato, vince la sfida e viene incoronato nuovo Gran Maestro. Questo fatto però sconvolge Ichirohiko, convinto che una bestia così volgare o un umano (che lui non sa di essere) non possano meritare onori, facendolo cedere alle tenebre (che si rivelano essere la vera origine dei suoi poteri telecinetici): con i nuovi poteri trafigge Kumatetsu con la spada del padre per poi fuggire.
Iozen rivela di aver trovato Ichirohiko nel mondo umano tempo addietro, durante una delle sue peregrinazioni, quando era solo un neonato abbandonato dietro un vicolo, con una lettera che chiedeva di prendersene cura. Iozen decise infine di crescere Ichirohiko come figlio suo nel mondo delle bestie. Crescendo tuttavia egli non gli rivelò mai della sua vera natura di essere umano e di averlo sempre illuso che fosse anch'esso una bestia; questo però gli ha fatto perdere fiducia in se stesso, perché Ichirohiko si sentiva diverso dagli altri e mai abbastanza simile al padre. Iozen comprende che tutto ciò che è accaduto è stato per causa sua, non avendo mai parlato con Ichirohiko delle verità e delle ansie che lo attanagliavano facendogli perdere il suo io interiore. Ren/Kyuta, scoperto che ora il giovane rivale è nel mondo umano, si reca ad affrontarlo.
Prima di farlo cerca di dire addio a Kaede, consapevole che l'avversario potrebbe essere troppo forte. Ichirohiko però sceglie proprio quel momento per attaccarlo. Nonostante Ren/Kyuta cerchi di allontanare la ragazza, questa rifiuta di andarsene, ricordandogli quanto avere vicino le persone care sia importante nei momenti difficili. Durante lo scontro, a Kaede cade il libro "Moby Dick", dal quale Ichirohiko trae l'idea di trasformarsi in una balena per inseguire i due per il quartiere di Shibuya. Kumatetsu intanto si risveglia dal coma e chiede la possibilità al Ex Gran Maestro di reincarnarsi in un Kami per aiutare il suo discepolo.
Intanto, nel mondo umano, Ren/Kyuta decide che l’unico modo per liberare Ichirohiko dalle tenebre è assorbirle lui stesso dentro di sé per poi uccidersi, facendole così scomparire per sempre. Proprio quando il ragazzo si appresta all'estremo sacrificio, appare una spada, che si infila nel suo petto. Kumatetsu si è infatti reincarnato in uno Tsukumogami dalla forma di una Odachi, in modo da riempire il buco nel cuore del ragazzo. E grazie agli insegnamenti che il suo maestro gli ha trasmesso e alla rinnovata fiducia in sé stesso, questi riesce a sconfiggere le tenebre che avvolgono Ichirohiko, restituendogli la sua umanità. Ichirohiko ritornato se stesso non ha alcun ricordo di cosa sia accaduto, venendo confortato da tutta la sua famiglia finalmente riunita.
Ren viene festeggiato nel mondo delle bestie come eroe e torna definitivamente da suo padre, cominciando l’università insieme a Kaede. Anche se non combatterà più, rimarrà il più grande spadaccino del mondo, perché, come ricordano Tatara e Hyakushubo (che fanno da voce narrante), nel suo cuore c’è la spada di Kumatetsu. Kumatetsu intanto rimarrà dentro Ren vegliando sempre su di lui parlandogli e consigliandolo in caso di bisogno.

## Distribuzione
Il film è stato distribuito in Giappone dall'11 luglio 2015. Si è piazzato in 1ª posizione del box office la settimana della sua uscita.
È stato proiettato, in anteprima italiana, durante la Festa del Cinema di Roma, tenuta dal 16 al 24 ottobre 2015; è stato proiettato inoltre, in anteprima italiana, il 24 aprile 2016 alla Mostra d'Oltremare di Napoli durante il Napoli Comicon.
Il film è stato proiettato nei cinema italiani il 10 e l'11 maggio 2016 distribuito da Lucky Red.

## Manga
Poco prima dell'uscita nei cinema è stato pubblicato un manga tratto dal film composto da una serie di 4 volumi.